# Punta Arenas (Yucatán)
Punta Arenas en el estado de Yucatán, México, es una prominencia de tierra ubicada cerca de las llamadas Bocas de Dzilam en el litoral norte de la península de Yucatán.

## Localización
Punta Arenas se encuentra ubicada en el litoral norte de la península de Yucatán.21°24′52″N 88°49′59″O / 21.41444, -88.83306

## Puntas
En la península de Yucatán el término Punta se utiliza para designar las formaciones relacionadas con la configuración de la costa. Por su morfología es posible distinguir dos tipos de Puntas: los extremos del cordón litoral que señalan las entradas de mar hacia los esteros y, por otro lado, las salientes de tierra hacia el mar, sean arenosas o pétreas, y que marcan un cambio de dirección en el trazo de la línea del litoral.

## Referencia histórica
Fue Punta Arenas, al igual que la cercana Punta Bachul, una referencia marítima y cartográfica para los primeros exploradores de la península de Yucatán en el siglo XVI.

## Lugar de pesca
En la actualidad es un lugar no habitado, aunque existen algunas casas veraniegas desocupadas la mayor parte del año, al que acuden numerosos pescadores de la región, particularmente de los municipios de Dzilam González y Dzilam de Bravo, a realizar sus actividades, por las ventajas que les ofrece el mar en ese punto de la costa de Yucatán para la captura de las especies que buscan.